# Mickey Caruso
Frank James „Mickey“ Caruso (* 15. Februar 1937 in Glendale, Kalifornien; † 4. Dezember 2004 ebenda) war ein US-amerikanischer Schauspieler, Stuntman und ehemaliger American-Football-Spieler.

## Leben
Caruso wuchs in Glendale auf und war der Sohn von Francis James Caruso und Helen Delores Long. Er hatte zwei Schwestern, Evelyn und Helen, und einen jüngeren Bruder namens John Carl (†). Er besuchte die Glendale High School bis 1955 und im Anschluss das Glendale Community College. Nach seiner Schulzeit wechselte er 1957 an die Universität von Utah.
2002 musste ihm aus gesundheitlichen Gründen das linke Bein amputiert werden.
Caruso starb im Jahr 2004 im Alter von 67 Jahren an Herzinsuffizienz in seinem Haus in Glendale und hinterließ einen Sohn namens Mickey jr. und eine Tochter namens Gina.

## Karriere
Caruso begann seine Sportlerkarriere bereits an der High School. Neben Baseball spielte er American Football als Center-Spieler und mittlerer Linebacker für die Nitros unter dem damaligen Trainer Roy Vujovich. Nach der Spielsaison 1954 wurde er Teil der zweiten Mannschaft der All-CIF Southern Section und nahm am 31. August 1955 am siebten jährlichen College Prep All-Star Charity Football Game als Mitglied der südkalifornischen Mannschaft im Balboa Stadium in San Diego teil. Nach seinem Abschluss wurde er für seine sportlichen Leistungen mit einer lebenslangen Eintrittskarte für Leichtathletik-Veranstaltungen der Glendale High School geehrt.
Am Glendale Community College wurde er Star-Linebacker des Football-Teams, war stellvertretender Team-Captain und Teil der Junior College All-American-Auswahl; Trainer Bill Reinhard ernannte ihn zum „wertvollsten Spieler“. 1957 setzte er seine Karriere als Linebacker an der Universität von Utah fort und wurde All-Conference-Linebacker der Skyline Conference.
Ab Ende der 1950er Jahre spielte er acht Jahre lang in der Western Football League (WFL) für den Eagle Rock Athletic Club, die Valley All-Stars, die Valley Eagles und ab 1966 für die Hartford Charter Oaks in der Continental Football League (CFL); die Profi-Football-Liga CFL existierte von 1965 bis 1969 als wichtige Kraft neben der National Football League (NFL) und der American Football League (AFL).
Über einen ehemaligen Teamkollegen bekam Caruso Kontakt nach Hollywood und entschied sich für eine Laufbahn als Stuntman. So trat er der Stuntmen’s Association bei und wirkte ab 1971 als Stuntman und Body Double in zahlreichen Filmen mit, darunter Eroberung vom Planet der Affen, Die Schlacht um den Planet der Affen,  Der Mann mit der Todeskralle, Erdbeben, Flammendes Inferno, Schwarzer Sonntag und Die Stewardessen Academy. Während seiner Arbeit zog er sich regelmäßig Blessuren und Verletzungen zu und sein Körper litt zunehmend unter Venenentzündungen.
Er spielte auch Nebenrollen in bekannten Fernsehserien und Filmen der 1970er und 1980er Jahre, beispielsweise in Die Leute von der Shiloh Ranch, Make-up und Pistolen, Detektiv Rockford – Anruf genügt, Der Sechs-Millionen-Dollar-Mann, Zwei ausgebuffte Profis, Knight Rider, T. J. Hooker, Magnum und Airwolf.
1986 zog er sich in das Privatleben zurück.

## Filmografie (Auswahl)

### Schauspieler
- 1971: Die Leute von der Shiloh Ranch (Fernsehserie)
- 1973: Invasion der Bienenmädchen
- 1973: Der Mann mit der Todeskralle
- 1975: Was nützt dem toten Hund ein Beefsteak?
- 1975: New York antwortet nicht mehr
- 1975: Matt Helm – Im Dschungel der Großstadt (Fernsehserie)
- 1975: Make-up und Pistolen (Fernsehserie)
- 1976: Detektiv Rockford – Anruf genügt (Fernsehserie)
- 1977: Der Sechs-Millionen-Dollar-Mann (Fernsehserie)
- 1977: Zwei ausgebuffte Profis
- 1980: Jenseits des Bösen
- 1983: Knight Rider (Fernsehserie)
- 1984: T. J. Hooker (Fernsehserie)
- 1983–1985: Magnum (Fernsehserie)
- 1985: Airwolf (Fernsehserie)

### Stuntman
- 1972: The Night Stalker (Fernsehfilm)
- 1972: Eroberung vom Planet der Affen
- 1973: Die Schlacht um den Planet der Affen
- 1973: Invasion der Bienenmädchen
- 1973: Der Mann mit der Todeskralle
- 1974: Die härteste Meile
- 1974: Erdbeben
- 1974: Flammendes Inferno
- 1975: Was nützt dem toten Hund ein Beefsteak?
- 1975: New York antwortet nicht mehr
- 1976: Zwei Minuten Warnung
- 1977: Schwarzer Sonntag
- 1977: Horizont in Flammen (Fernsehfilm)
- 1977: Die Meute
- 1978: Der tödliche Schwarm
- 1979: Die Frau in Rot
- 1979: Buck Rogers (Fernsehserie)
- 1980: Stirb lachend
- 1982: The Ghost Dance
- 1986: Die Stewardessen Academy